# Gare de Seltz
La gare de Seltz est une gare ferroviaire française de la ligne de Strasbourg à Lauterbourg, située sur le territoire de la commune de Seltz dans la collectivité européenne d'Alsace.
C'est une halte voyageurs de la Société nationale des chemins de fer français (SNCF) du réseau TER Grand Est, desservie par des trains express régionaux.

## Situation ferroviaire
Établie à 124 mètres d'altitude, la gare de Seltz est située au point kilométrique (PK) 45,196 de la ligne de Strasbourg à Lauterbourg, entre les gares de Roppenheim et de Munchhausen. Ancienne gare de bifurcation, elle est également l'aboutissement au PK 34,9 de l'ancienne ligne de Mertzwiller à Seltz.

## Histoire
Le bâtiment de la gare a été incendié en 1940.
En mars 2013, la fréquentation en voyageurs de la gare est de 387 montants et 335 descendus des trains de la ligne Strasbourg - Lauterbourg.

## Fréquentation
De 2015 à 2023, selon les estimations de la SNCF, la fréquentation annuelle de la gare s'élève aux nombres indiqués dans le tableau ci-dessous.
| Année     | 2015   | 2016   | 2017   | 2018   | 2019   | 2020   | 2021   | 2022   | 2023   |
| --------- | ------ | ------ | ------ | ------ | ------ | ------ | ------ | ------ | ------ |
| Voyageurs | 38 779 | 42 966 | 44 815 | 43 068 | 47 482 | 34 485 | 38 509 | 49 668 | 52 085 |

## Service des voyageurs

### Accueil
Halte SNCF, c'est un point d'arrêt non géré (PANG) à accès libre. Elle est équipée d'automates pour l'achat de titres de transport.

### Desserte
Seltz est une halte voyageurs du réseau TER Grand Est, desservie par des trains express régionaux de la relation : Strasbourg-Ville - Lauterbourg.

### Intermodalité
Un parc pour les vélos et un parking pour les véhicules y sont aménagés.

## Patrimoine ferroviaire
Le bâtiment voyageurs, remplaçant la gare détruite en 1940, a été rénové et reconverti en maison des associations en 2014. Il s'agit d'une construction en béton à la façade décorée de pierre avec un étage dans les combles dont la partie voyageurs comporte six travées auxquelles s'ajoutent de petites fenêtres et deux paires de grandes portes dans l'ancienne aile des marchandises.
Le bâtiment d'origine, de style néo-classique, était semblable à celui de la gare de Rœschwoog (également remplacée) ainsi qu'à celui des garss de La Wantzenau et de Drusenheim, qui existent toujours.